# Villa Victoria (La Guardia)
Villa Victoria ist eine Ortschaft im Departamento Santa Cruz im Tiefland des südamerikanischen Andenstaates Bolivien.

## Lage im Nahraum
Villa Victoria ist der viertgrößte Ort des Kanton La Guardia im Municipio La Guardia in der Provinz Andrés Ibáñez. Die Gemeinde liegt auf einer Höhe von 375 m in der weiten Schwemmlandebene, die vom Río Piraí (30 km) im Westen und dem Río Grande (30 km) im Osten geschaffen worden ist. In nordwestlicher Richtung in einer Entfernung von etwa dreizehn Kilometern befindet sich das Dünengelände Lomas de Arena, ein durch die IUCN als Landschaftsschutzgebiet ausgewiesenes Wanderdünen- und Seengebiet.

## Geographie
Villa Victoria liegt östlich der Cordillera Oriental am Rande des bolivianischen Tieflandes. Die Region weist ein semihumides schwülfeuchtes Tropenklima auf mit geringen Tages- und Nachtschwankungen der Temperaturen.
Die Jahresdurchschnittstemperatur beträgt 24 °C (siehe Klimadiagramm Santa Cruz), die monatlichen Durchschnittswerte schwanken zwischen 20 °C im Juni und Juli und 26 °C von Oktober bis Dezember. Der jährliche Niederschlag in der Region liegt bei etwa 1000 mm, einer kurzen Trockenzeit von Juli bis August mit Monatsniederschlägen von nur 30 bis 40 mm steht eine ausgedehnte Feuchtezeit gegenüber, in der von Dezember bis Februar die Monatswerte zwischen 135 und 160 mm liegen.

## Verkehrsnetz
Villa Victoria liegt in einer Entfernung von 33 Straßenkilometern südöstlich von Santa Cruz, der Hauptstadt des gleichnamigen Departamentos.
Von Zentrum der Hauptstadt fährt man acht Kilometer in südlicher Richtung über die Avenida Velarde und die Avenida Santos Dumont und biegt dann in südöstlicher Richtung auf die Avenida Nuevo Palmar ab, die vorbei an der Nordostecke des Landschaftsschutzgebietes Lomas de Arena und an der Ortschaft Olivera über Villa Victoria weiter nach San Lorenzo Brecha 7 und zum Río Grande führt.

## Bevölkerung
Die Einwohnerzahl des Ortes ist im Jahrzehnt zwischen den beiden letzten Volkszählungen deutlich zurückgegangen:
| Jahr | Einwohner         | Quelle       |
| ---- | ----------------- | ------------ |
| 1992 | keine Detaildaten | Volkszählung |
| 2001 | 649               | Volkszählung |
| 2012 | 396               | Volkszählung |
| 2024 |                   | Volkszählung |

Aufgrund der staatlich geförderten Zuwanderung von Agrarbevölkerung aus dem Altiplano im 20. Jahrhundert weist die Region einen gewissen Anteil an indigener Bevölkerung auf: Im Municipio La Guardia sprechen 17,1 Prozent der Einwohner die Quechua-Sprache.